# José González

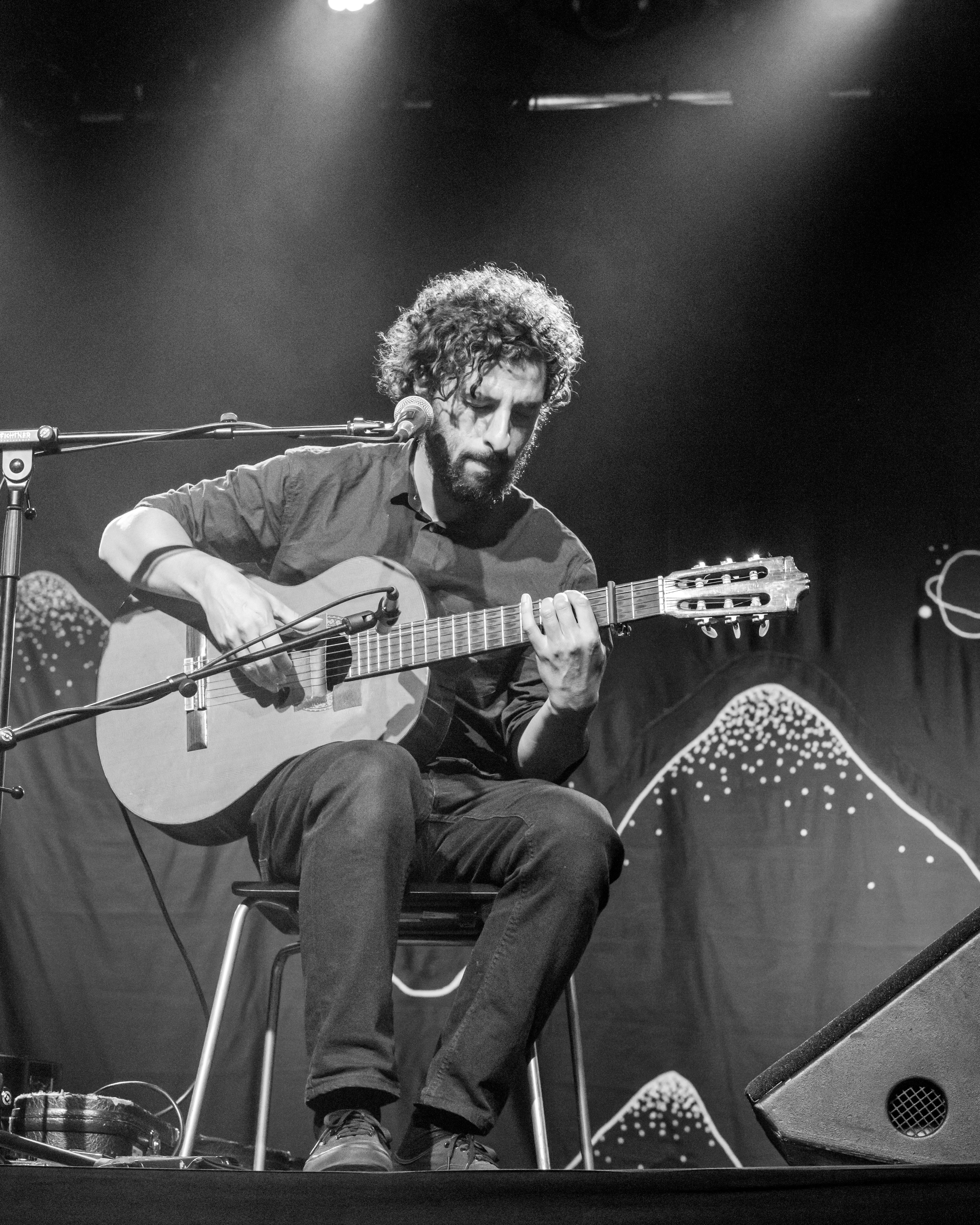
José González på Tält Music Festival 2017 i Freiburg Tyskland

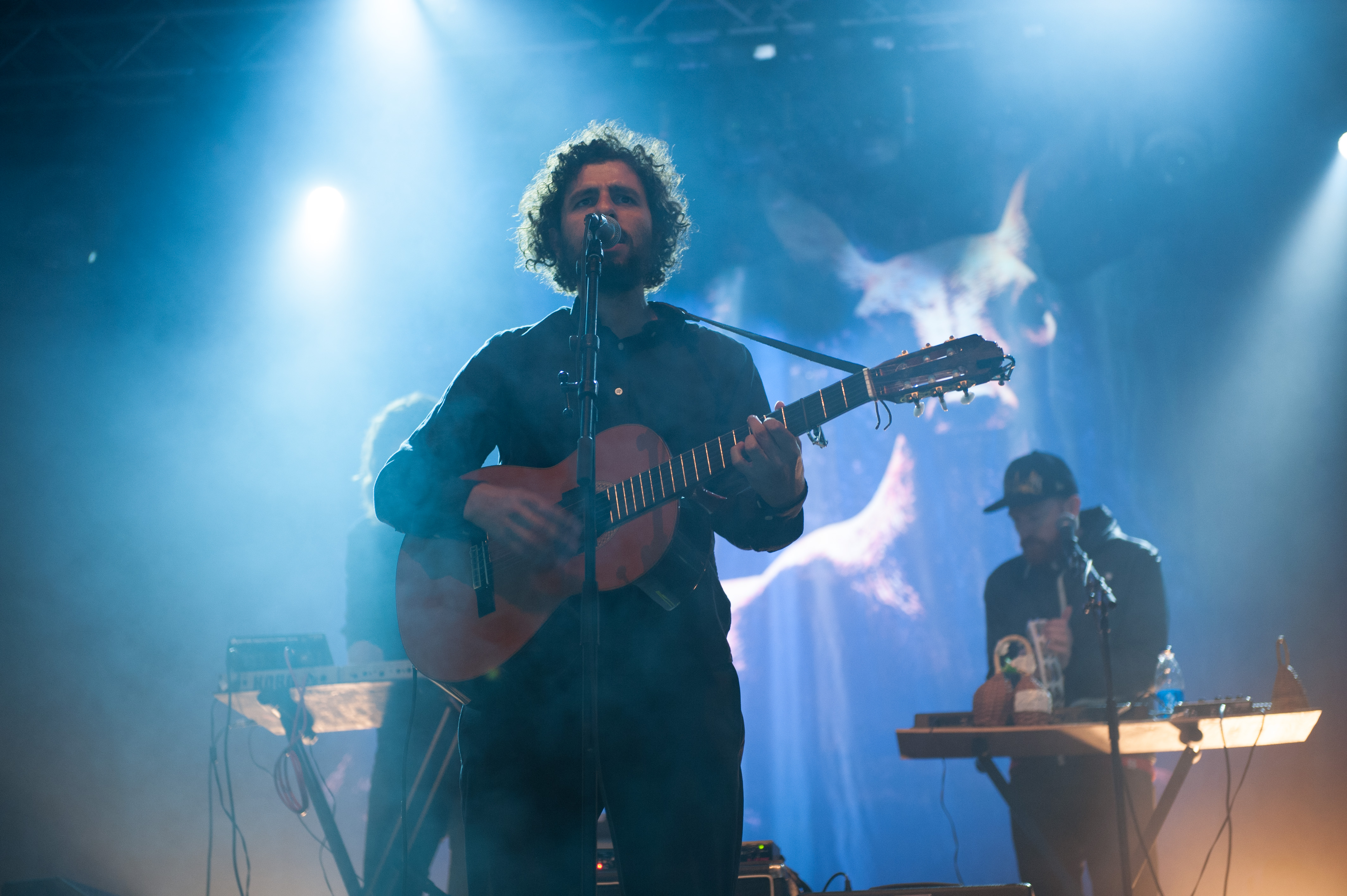
José González framträder med Junip på Way Out West 2013.

José Gabriel González, född 31 juli 1978 i Angered, är en svensk sångare, låtskrivare och gitarrist.

## Karriär
José González kritikerhyllade debutalbum Veneer släpptes i Sverige 2003 och i resten av Europa och USA 2005. Andra albumet, In Our Nature, släpptes 26 september 2007. Skivorna har getts ut på skivbolaget Imperial Recordings.
Gonzaléz musik kan möjligen beskrivas som ett lite mer spanskklingande Nick Drake-aktigt spel men på nylonsträngad gitarr, istället för stålsträngad.
Låten "Crosses", från hans EP Crosses och senare även hans album Veneer, kunde höras i den amerikanska dramaserien OC i den andra säsongens sista avsnitt. Även hans version av The Knifes låt "Heartbeats" har blivit en hit efter att ha varit med i en reklamfilm för Sony Bravia där 250 000 färgglada studsbollar släpps ut över San Franciscos gator. Låten spelades också i den amerikanska dramaserien One Tree Hill i säsong 4, avsnitt 9 och även säsong 5, episod 5 och i Scrubs säsong 7, avsnitt 2. Låten finns också med på albumet, The Road Mix: One Tree Hill Volume 3. Hans låt Far Away är en del av soundtracket i TV-spelet Red Dead Redemption från 2010. Han skrev tillsammans med Theodore Shapiro soundtracket "Stay Alive" till filmen The Secret Life of Walter Mitty från 2013. Hans låt "Crosses" ingår i populära spelet Life Is Strange i vilket även andra artister medverkat.
José har valt en sparsmakad musikproduktion med få väl utvalda studioprylar eftersom han "inte vill fastna i prylar". Mest centralt och flitigast använt är ljudkortet UAD Apollo Quad och mikrofonen Neumann U67.
José González är även medlem i gruppen Junip, tillsammans med Elias Araya och Tobias Winterkorn.

## Effektiv altruism
José González skänker bort en femtedel av sin inkomst efter skatt till välgörenhet. Hans val av välgörenhetsorganisationer är inspirerat av effektiv altruism, en internationell social rörelse inom vilken man använder evidens och kritiskt tänkande för att hitta de mest effektiva sätten att förbättra världen. I detta sammanhang har han bland annat nämnt välgörenhetsutvärderaren GiveWell.

## Priser och utmärkelser
- 2003 – Grammis som "Årets nykomling" med albumet Veneer
- 2004 – Manifestgalan, priset för "Visa/Singer-songwriter"
- 2006 – Musikexportpriset
- 2012 – Sten A Olssons kulturstipendium

## Familj
González föräldrar kommer från Argentina.

## Diskografi

### Album
- 2003 – Veneer
- 2007 – In Our Nature
- 2015 – Vestiges & Claws
- 2021 – Local Valley

### EP
- 2003 – Crosses
- 2003 – Remain
- 2005 – Stay in the Shade
- 2005 – Australian Tour